# Les Olmes
Les Olmes és un municipi francès situat al departament del Roine i a la regió d'Alvèrnia-Roine-Alps. L'any 2007 tenia 717 habitants.

## Demografia

### Població
El 2007 la població de fet de Les Olmes era de 717 persones. Hi havia 283 famílies de les quals 62 eren unipersonals (29 homes vivint sols i 33 dones vivint soles), 96 parelles sense fills, 114 parelles amb fills i 11 famílies monoparentals amb fills.
La població ha evolucionat segons el següent gràfic:
Habitants censats

### Habitatges
El 2007 hi havia 306 habitatges, 282 eren l'habitatge principal de la família, 9 eren segones residències i 15 estaven desocupats. 250 eren cases i 55 eren apartaments. Dels 282 habitatges principals, 220 estaven ocupats pels seus propietaris, 59 estaven llogats i ocupats pels llogaters i 3 estaven cedits a títol gratuït; 2 tenien una cambra, 12 en tenien dues, 30 en tenien tres, 70 en tenien quatre i 168 en tenien cinc o més. 213 habitatges disposaven pel capbaix d'una plaça de pàrquing. A 105 habitatges hi havia un automòbil i a 166 n'hi havia dos o més.

### Piràmide de població
La piràmide de població per edats i sexe el 2009 era:
| Homes | Edats   | Dones |
| ----- | ------- | ----- |
| 0     | 95 o +  | 0     |
| 0     | 90 a 94 | 0     |
| 4     | 85 a 89 | 0     |
| 4     | 80 a 84 | 12    |
| 8     | 75 a 79 | 20    |
| 8     | 70 a 74 | 12    |
| 16    | 65 a 69 | 8     |
| 8     | 60 a 64 | 12    |
| 4     | 55 a 59 | 8     |
| 36    | 50 a 54 | 24    |
| 20    | 45 a 49 | 20    |
| 28    | 40 a 44 | 32    |
| 28    | 35 a 39 | 36    |
| 32    | 30 a 34 | 20    |
| 16    | 25 a 29 | 20    |
| 28    | 20 a 24 | 28    |
| 40    | 15 a 19 | 16    |
| 24    | 10 a 14 | 44    |
| 32    | 5 a 9   | 20    |
| 16    | 0 a 4   | 20    |

## Economia
El 2007 la població en edat de treballar era de 478 persones, 379 eren actives i 99 eren inactives. De les 379 persones actives 361 estaven ocupades (193 homes i 168 dones) i 18 estaven aturades (5 homes i 13 dones). De les 99 persones inactives 51 estaven jubilades, 29 estaven estudiant i 19 estaven classificades com a «altres inactius».

### Ingressos
El 2009 a Les Olmes hi havia 305 unitats fiscals que integraven 810,5 persones, la mediana anual d'ingressos fiscals per persona era de 20.372 €.

### Activitats econòmiques
Dels 31 establiments que hi havia el 2007, 7 eren d'empreses de fabricació d'altres productes industrials, 5 d'empreses de construcció, 7 d'empreses de comerç i reparació d'automòbils, 1 d'una empresa de transport, 2 d'empreses d'hostatgeria i restauració, 2 d'empreses d'informació i comunicació, 1 d'una empresa financera, 4 d'empreses de serveis i 2 d'entitats de l'administració pública.
Dels 6 establiments de servei als particulars que hi havia el 2009, 1 era un taller de reparació d'automòbils i de material agrícola, 1 paleta, 1 guixaire pintor, 2 fusteries i 1 restaurant.
L'any 2000 a Les Olmes hi havia 10 explotacions agrícoles que ocupaven un total de 78 hectàrees.

## Equipaments sanitaris i escolars
El 2009 hi havia 2 escoles elementals.

## Poblacions més properes
El següent diagrama mostra les poblacions més properes.